# Johanneskerk (Veenwouden)
De Johanneskerk is een kerkgebouw in Veenwouden in de Nederlandse provincie Friesland. De kerk is een rijksmonument.

## Beschrijving
De Johanneskerk uit 1648 verving een middeleeuwse kerk. De zaalkerk kreeg in de 18e eeuw spitsboogvensters. In de zadeldaktoren hangt een klok uit 1715 gegoten Jan Crans. De preekstoel dateert uit de 17e eeuw en het houten tongewelf uit de 18e eeuw. Het orgel uit 1890 is gemaakt door Bakker & Timmenga.

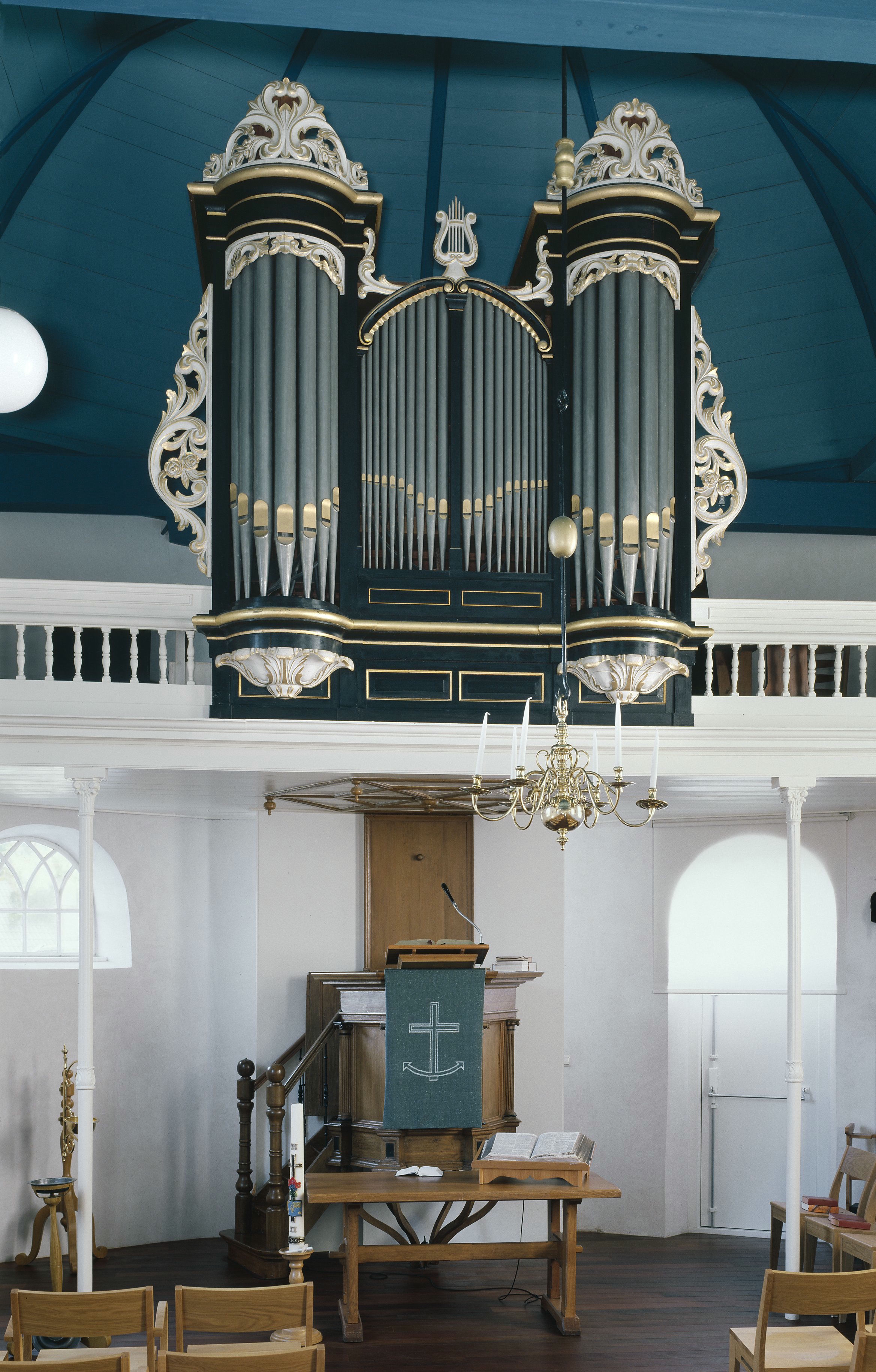
Interieur in 2007